# SD Gundam: G Century
SD Gundam: G Century (ＳＤガンダム　ジーセンチュリー) est un jeu vidéo de stratégie développé et édité par Bandai en mars 1997 sur PlayStation. C'est une adaptation en jeu vidéo de la série basée sur l'anime Mobile Suit Gundam et notamment Super Deformed Gundam. Il a été porté sur Saturn en 1998,,.

## Portage
- Saturn : 11 février 1998, SD Gundam: G Century S